# Anaides rugosus
Anaides rugosus is een keversoort uit de familie Hybosoridae. De wetenschappelijke naam van de soort is voor het eerst geldig gepubliceerd in 1948 door Robinson.